# Johann August Olearius (Theologe, 1688)
Johann August Olearius (* 12. Oktober 1688 in Sangerhausen; † 15. April 1746 in Weißenfels) war ein deutscher evangelischer Theologe.

## Leben
Der Sohn des Sangerhäuser Superintendenten Johann Friedrich Olearius (1661–1689) erhielt bis zu seinem neunten Lebensjahr eine private Vorbildung. Er besuchte 1697 die Schule in Naumburg und frequentierte fünf Jahre lang die Landesschule Pforta. Im Anschluss begann er 1709 ein Studium an der Universität Jena, war 1710 an der Universität Helmstedt und wechselte 1711 an die Universität Leipzig. In Leipzig erwarb er sich am 12. Dezember 1711 das Baccalaureat und wurde am 12. Februar 1712 Magister der Philosophie.
Am 19. April 1713  übertrug man ihm das Archidiakonat in Jüterbog, und am 27. November desselben Jahres wurde er Superintendent daselbst. Die Universität Jena promovierte ihn 1715 aufgrund der Arbeit De Papismo solatii experte zum Doctor theologiae. Am 7. Juli 1720 ernannte ihn der Herzog Christian von Sachsen-Weißenfels zum Kirchenrat in Weißenfels.
Seine am 28. August 1714 geschlossene Ehe mit Johanna Sophie (begr. 4. September 1759 in Jüterbog), die älteste Tochter des Torgauer Diakons Johann Vater († 1716), blieb kinderlos.